# Victor von Schirach
Victor Apollinaire Bartolomei von Schirach-Szmigiel (* 24. Mai 1984) ist ein schwedischer Schauspieler.

## Leben
Von Schirach studierte von 2006 bis 2007 am Kulturama, von 2008 bis 2009 am Stockholms teaterinstitut und absolvierte 2012 sein Schauspielstudium mit einem Bachelor an der Hochschule für Theater und Musik an der Universität Göteborg.

## Filmografie (Auswahl)
- 2011: Irene Huss, Kripo Göteborg – Die Tote im Keller (Irene Huss – En man med litet ansikte)
- 2012: Arne Dahl: Böses But (Arne Dahl: Ont blod)
- 2013: Die Brücke – Transit in den Tod (Bron/Broen, Fernsehserie, zwei Folgen)
- 2019: The Mallorca Files (Episode:  Mallorca hat den Superstar)